# Paraustraliosoma malandese
Paraustraliosoma malandese är en mångfotingart som beskrevs av Karl Wilhelm Verhoeff 1924. Paraustraliosoma malandese ingår i släktet Paraustraliosoma och familjen orangeridubbelfotingar. Inga underarter finns listade i Catalogue of Life.